# Грантвілл (Канзас)
Грантвілл (англ. Grantville) — переписна місцевість (CDP) в США, в окрузі Джефферсон штату Канзас. Населення — 182 особи (2020).

## Географія
Грантвілл розташований за координатами 39°4′51″ пн. ш. 95°33′25″ зх. д. / 39.08083° пн. ш. 95.55694° зх. д. (39.080740, -95.556843).  За даними Бюро перепису населення США в 2010 році переписна місцевість мала площу 5,05 км², уся площа — суходіл.

## Демографія
Згідно з переписом 2010 року, у переписній місцевості мешкало 180 осіб у 79 домогосподарствах у складі 51 родини. Густота населення становила 36 осіб/км².  Було 80 помешкань (16/км²).
Расовий склад населення:
| - 92,8 % — білих - 1,7 % — азіатів - 1,1 % — корінних американців - 0,6 % — чорних або афроамериканців - 2,8 % — осіб інших рас |

До двох чи більше рас належало 1,1 %. Частка іспаномовних становила 2,8 % від усіх жителів.
За віковим діапазоном населення розподілялося таким чином: 23,9 % — особи молодші 18 років, 56,7 % — особи у віці 18—64 років, 19,4 % — особи у віці 65 років та старші. Медіана віку мешканця становила 48,5 року. На 100 осіб жіночої статі у переписній місцевості припадало 104,5 чоловіків;  на 100 жінок у віці від 18 років та старших — 101,5 чоловіків також старших 18 років.
Цивільне працевлаштоване населення становило 30 осіб. Основні галузі зайнятості: роздрібна торгівля — 100,0 %.